# Stefan (estoński piosenkarz)
Stefan Airapetjan (orm. Ստեֆան Հայրապետյան; ur. 24 grudnia 1997 w Viljandi)  – estoński piosenkarz pochodzenia ormiańskiego. Reprezentant Estonii w 66. Konkursie Piosenki Eurowizji (2022).

## Życiorys
Jest synem imigrantów z Armenii, którzy są kucharzami. Ma siostrę Stefanię. Od wczesnego dzieciństwa uczy się śpiewu pod okiem trenera wokalnego Hedy-Kai Pai.
W 2010 dotarł do finału konkursu piosenki dla dzieci Laulukarussell organizowanego przez telewizję estońską. W 2018 zajął trzecie miejsce z utworem „Laura (Walk with Me)” w programie Eesti laul wyłaniającym reprezentanta Estonii w Konkursie Piosenki Eurowizji. Wynik powtórzył w następnym roku, tym razem solowo z piosenką „Without You”. W 2020 ponownie wziął udział w Eesti laul, z piosenką „By My Side” zajął siódme miejsce w finale, ponadto zwyciężył w finale estońskiej wersji programu The Masked Singer. W 2022 wygrał w programie z piosenką „Hope”, dzięki czemu został reprezentantem Estonii w 66. Konkursie Piosenki Eurowizji organizowanym w Turynie. 12 maja wystąpił jako dwunasty w kolejności w drugim półfinale konkursu i z piątego miejsca zakwalifikował się do finału, który został rozegrany 14 maja. Wystąpił w nim z dwudziestym-piątym numerem startowym i zajął 13. miejsce po zdobyciu 141 punktów w tym 98 punktów od telewidzów (10. miejsce) i 43 punkty od jurorów (15. miejsce).

## Dyskografia

### Albumy studyjne
- Hope (2022)

### Single
Jako główny artysta
| Rok                                                      | Tytuł                         | Najwyższe pozycje na listach | Najwyższe pozycje na listach | Najwyższe pozycje na listach | Najwyższe pozycje na listach | Najwyższe pozycje na listach | Najwyższe pozycje na listach | Album |
| Rok                                                      | Tytuł                         | EST                          | NLD                          | ISL                          | LTU                          | SWE                          | UK Down.                     | Album |
| -------------------------------------------------------- | ----------------------------- | ---------------------------- | ---------------------------- | ---------------------------- | ---------------------------- | ---------------------------- | ---------------------------- | ----- |
| 2018                                                     | „Without You”                 | 2                            | –                            | –                            | –                            | –                            | –                            | Hope  |
| 2019                                                     | „Better Days”                 | 10                           | –                            | –                            | –                            | –                            | –                            | Hope  |
| 2019                                                     | „We'll Be Fine”               | 11                           | –                            | –                            | –                            | –                            | –                            | Hope  |
| 2019                                                     | „By My Side”                  | –                            | –                            | –                            | –                            | –                            | –                            | Hope  |
| 2020                                                     | „Oh My God”                   | –                            | –                            | –                            | –                            | –                            | –                            | Hope  |
| 2020                                                     | „Let Me Know”                 | –                            | –                            | –                            | –                            | –                            | –                            | Hope  |
| 2021                                                     | „Doomino” (oraz Liis Lemsalu) | 1                            | –                            | –                            | –                            | –                            | –                            | Hope  |
| 2021                                                     | „Hope”                        | 1                            | –                            | 35                           | 28                           | 87                           | 47                           | Hope  |
| 2022                                                     | „Miraaž”                      | 2                            | –                            | –                            | –                            | –                            | –                            | Hope  |
| 2022                                                     | „Kiri Külmkapi Peal”          | 3                            | –                            | –                            | –                            | –                            | –                            | Hope  |
| „–” oznacza, że singel nie był notowany na danej liście. |                               |                              |                              |                              |                              |                              |                              |       |

Jako gościnny artysta
| Rok  | Tytuł                                    | Album              |
| ---- | ---------------------------------------- | ------------------ |
| 2021 | „Headlights” (Wateva, gościnnie: Stefan) | Disposable Society |

### Jako członekVajé
| Rok  | Tytuł                  | Album |
| ---- | ---------------------- | ----- |
| 2017 | „Soldier”              | –     |
| 2017 | „Laura (Walk with Me)” | –     |
| 2018 | „Home”                 | –     |